# Distrito de Jepelacio
El distrito peruano de Jepelacio es uno de los seis distritos que conforman la Provincia de Moyobamba en el Departamento de San Martín, perteneciente a la Región de San Martín  en el Perú.
Desde el punto de vista jerárquico de la Iglesia católica forma parte de la  Prelatura de Moyobamba, sufragánea de la Metropolitana de Trujillo y  encomendada por la Santa Sede a la Archidiócesis de Toledo en España.

## Geografía
El distrito cuenta con aproximadamente 24,000 habitantes. La capital se encuentra situada a 1 113 m s. n. m.
En la actualidad el Distrito de Jepelacio cuenta con más de 70 caseríos, por el cual está considerado el Distrito con mayor extensión territorial.

## Actividades Económicas
La población del distrito se dedica a diferentes actividades como la agricultura donde destaca la producción del cultivo de café, arroz y caña de azúcar artesanal entre ellas tenemos la chancaca, asimismo, los pobladores se dedican a la crianza de ganado vacuno y aves de corral.

## Turismo
El distrito de Jepelacio posee varios atractivos turísticos entre ello tenemos las cataratas de Gera húmedo, tropical, a una altitud de 1,025 m. s. n. m.; Esta catarata cuenta con tres impresionantes caídas de agua, desde una altura de 120 metros, aguas cristalinas que discurren del río Gera, en un lecho rocoso en medio de una abundante vegetación con especies de madera, plantas propias de la zona, orquídeas y bromelias. Estas cataratas cumplen un papel importante en el turismo y está considerada como uno de los recursos naturales más bellos del Perú., las cataratas de paccha con tres caídas de agua está ubicada a 14 km del distrito en el caserío de nuevo San Miguel y en el mes de julio la fiesta de San Juan.

## Desastres Naturales
El jueves 3 de marzo del 2011 a horas de la madrugada el distrito sufrió un derrumbe por parte de un cerro por las intensas lluvias acompañadas de fuertes vientos y relámpagos y como saldo dejó 5 muertos, varios heridos y damnificados.